# Élections sénatoriales de 2017 dans le Lot
Les élections sénatoriales dans le Lot ont lieu le dimanche 24 septembre 2017. Elles ont pour but d'élire les sénateurs représentant le département au Sénat pour un mandat de six années.

## Contexte départemental
Lors des élections sénatoriales de 2011 dans le Lot, deux sénateurs ont été élus : Gérard Miquel (PS) et Jean-Claude Requier (PRG).
Depuis, tous les effectifs du collège électoral des grands électeurs ont été renouvelés, avec les élections législatives de 2017, les élections régionales de 2015, les élections départementales de 2015 et les élections municipales de 2014.

## Sénateurs sortants
| Sénateur | Sénateur            | Parti | Fonctions lors de l'élection en 2011           |
| -------- | ------------------- | ----- | ---------------------------------------------- |
|          | Jean-Claude Requier | PRG   | Conseiller général, maire de Martel            |
|          | Gérard Miquel       | LREM  | Sénateur sortant, président du conseil général |

## Présentation des candidats et des suppléants
Les nouveaux représentants sont élus pour une législature de 6 ans au suffrage universel indirect par les 639 grands électeurs du département. Dans le Lot, les sénateurs sont élus au scrutin majoritaire à deux tours. Leur nombre reste inchangé, deux sénateurs sont à élire. Il y aura plusieurs candidats dans le département, chacun avec un suppléant.
| T/S | Candidats | Candidats              | Parti | Principale fonction                                             |
| --- | --------- | ---------------------- | ----- | --------------------------------------------------------------- |
| T   |           | William Gout           | PCF   | Conseiller municipal de Fajoles                                 |
| S   |           | Christiane Sercomanens | PCF   | Adjointe au maire de Figeac                                     |
| T   |           | Marie Piqué            | PCF   | Vice-présidente du conseil régional                             |
| S   |           | Christian Bousquet     | PCF   | Conseiller municipal de Castelnau Montratier-Sainte Alauzie     |
| T   |           | Vincent Bouillaguet    | PS    | Adjoint au maire de Cahors                                      |
| S   |           | Céline Marinho-Soucaze | PS    | Maire de Grèzes                                                 |
| T   |           | Danielle Deviers       | PS    | Conseillère départementale, maire d'Uzech                       |
| S   |           | Didier Saint-Maxent    | PS    | Maire de Ladirat                                                |
| T   |           | Angèle Préville        | PS    | Conseillère départementale, adjointe au maire de Biars-sur-Cère |
| S   |           | Alain Marty            | PS    | Maire des Pechs du Vers                                         |
| T   |           | Jean-Claude Requier    | PRG   | Sénateur sortant, conseiller municipal de Martel                |
| S   |           | Geneviève Lasfargues   | PRG   | Conseillère régionale, conseillère municipale de Cahors         |
| T   |           | Serge Bladinières      | PRG   | Conseiller départemental, maire de Pescadoires                  |
| S   |           | Magali Livenais        | PRG   | Maire de Saint-Sozy                                             |
| T   |           | Agnès Simon-Picquet    | LREM  | Maire des Junies                                                |
| S   |           | Stéphane Dupré         | LREM  | Conseiller municipal de Figeac                                  |
| T   |           | Lucien Blanc           | LR    |                                                                 |
| S   |           | Suzanne Baron          | LR    |                                                                 |
| T   |           | Pierre Destic          | DVD   | Maire de Saint-Céré                                             |
| S   |           | Géraldine Rouat        | DVD   | Adjointe au maire de Pradines                                   |
| T   |           | Emmanuel Crenne        | FN    |                                                                 |
| S   |           | Audrey Fargis          | FN    |                                                                 |

## Résultats
| Candidats                | Candidats                | Parti                    | Nuance                   | Premier tour | Premier tour | Second tour | Second tour |
| Candidats                | Candidats                | Parti                    | Nuance                   | Voix         | %            | Voix        | %           |
| ------------------------ | ------------------------ | ------------------------ | ------------------------ | ------------ | ------------ | ----------- | ----------- |
|                          | Jean-Claude Requier      | PRG                      | RDG                      | 384          | 58,63        |             |             |
|                          | Angèle Préville          | PS                       | SOC                      | 141          | 21,53        | 190         | 30,69       |
|                          | Agnès Simon-Picquet      | LREM                     | REM                      | 140          | 21,37        | 181         | 29,24       |
|                          | Danielle Deviers         | PS                       | SOC                      | 133          | 20,31        | 136         | 21,97       |
| Vincent Bouillaguet      | PS                       | SOC                      | 132                      | 20,15        | Retrait      | Retrait     |             |
|                          | Serge Bladinières        | PRG                      | RDG                      | 122          | 18,63        | 106         | 17,12       |
|                          | Pierre Destic            | SE                       | DVD                      | 94           | 14,35        | Retrait     | Retrait     |
|                          | Marie Piqué              | PCF                      | COM                      | 37           | 5,65         | Retrait     | Retrait     |
| William Gout             | PCF                      | COM                      | 21                       | 3,21         |              | Retrait     | Retrait     |
|                          | Lucien Blanc             | LR                       | LR                       | 14           | 2,14         | Retrait     | Retrait     |
|                          | Emmanuel Crenne          | FN                       | FN                       | 4            | 0,61         | 6           | 0,97        |
|                          |                          |                          |                          |              |              |             |             |
| Suffrages exprimés       | Suffrages exprimés       | Suffrages exprimés       | Suffrages exprimés       | 655          | 98,64        | 619         | 93,93       |
| Votes blancs             | Votes blancs             | Votes blancs             | Votes blancs             | 6            | 0,90         | 24          | 3,64        |
| Votes nuls               | Votes nuls               | Votes nuls               | Votes nuls               | 3            | 0,45         | 16          | 2,43        |
| Total                    | Total                    | Total                    | Total                    | 664          | 100          | 659         | 100         |
| Abstention               | Abstention               | Abstention               | Abstention               | 17           | 2,50         | 22          | 3,23        |
| Inscrits / participation | Inscrits / participation | Inscrits / participation | Inscrits / participation | 681          | 97,50        | 681         | 96,77       |